# Fère-en-Tardenois
Fère-en-Tardenois is een gemeente in het Franse departement Aisne (regio Hauts-de-France). De plaats maakt deel uit van het arrondissement Château-Thierry. Fère-en-Tardenois telde op 1 januari 2022 2.881 inwoners.

## Geografie
De oppervlakte van Fère-en-Tardenois bedroeg op 1 januari 2022 20,4 vierkante kilometer; de bevolkingsdichtheid was toen 141,2 inwoners per km². Fère-en-Tardenois ligt tussen Parijs (100 km) en Reims (50 km) en heeft 2 belangrijke verkeersaders die deze 2 steden verbindt: de autoroute de l'Est en de spoorlijn van SNCF Paris-Reims.
In de gemeente ligt spoorwegstation Fère-en-Tardenois. De dichtstbijzijnde steden zijn Château-Thierry (22 km) en Soissons (25 km).
De rivier Ourcq die slechts enkele kilometers van het dorp ontspringt stroomt door het dorp.
De onderstaande kaart toont de ligging van Fère-en-Tardenois met de belangrijkste infrastructuur en aangrenzende gemeenten.

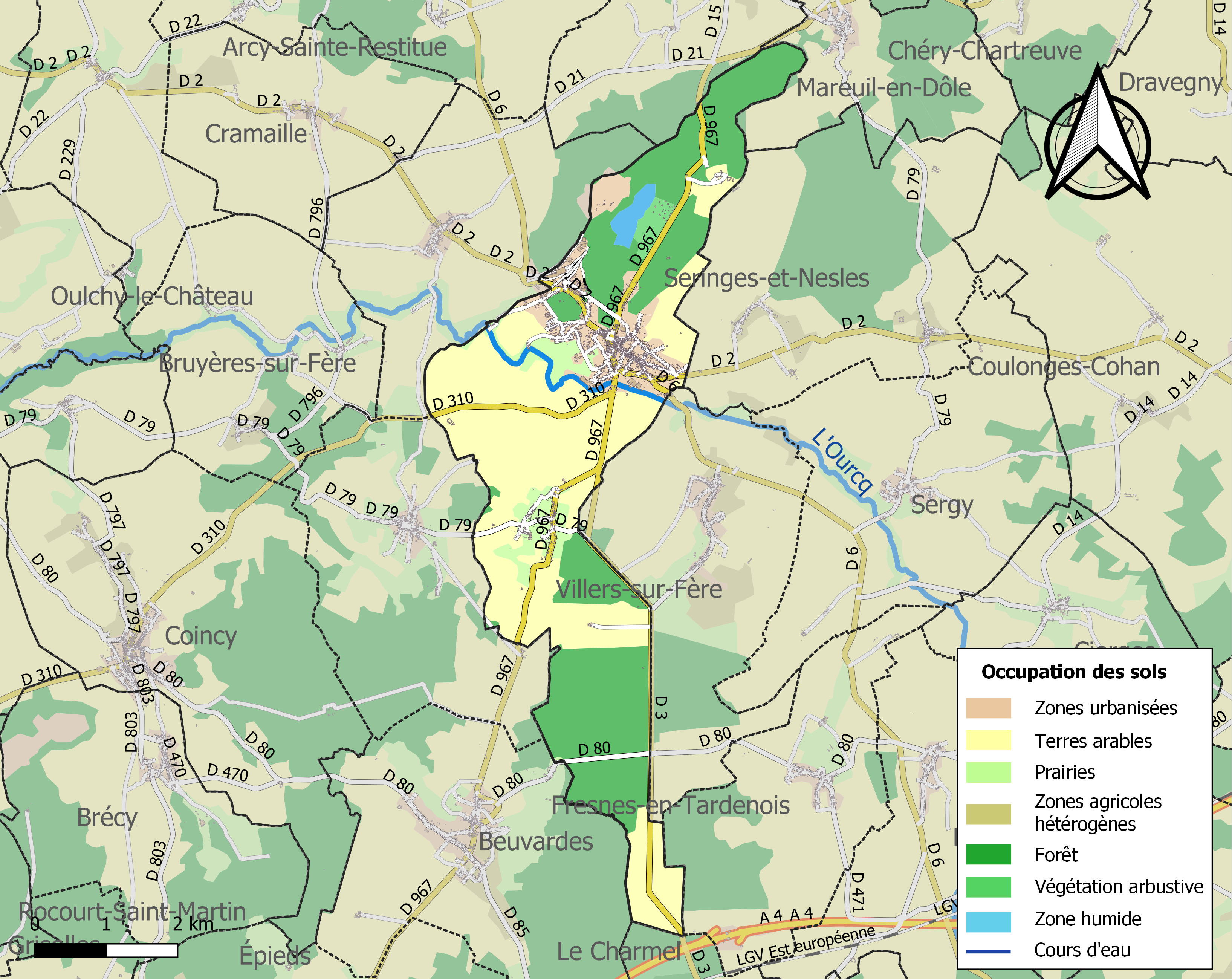

## Demografie
Onderstaande figuur toont het verloop van het inwonertal (bron: INSEE-tellingen).
Vanwege een beveiligingsprobleem met de MediaWiki Graph-software is het momenteel niet mogelijk deze grafiek weer te geven. Zodra de software is bijgewerkt zal de grafiek vanzelf weer zichtbaar worden.

## Bezienswaardigheden

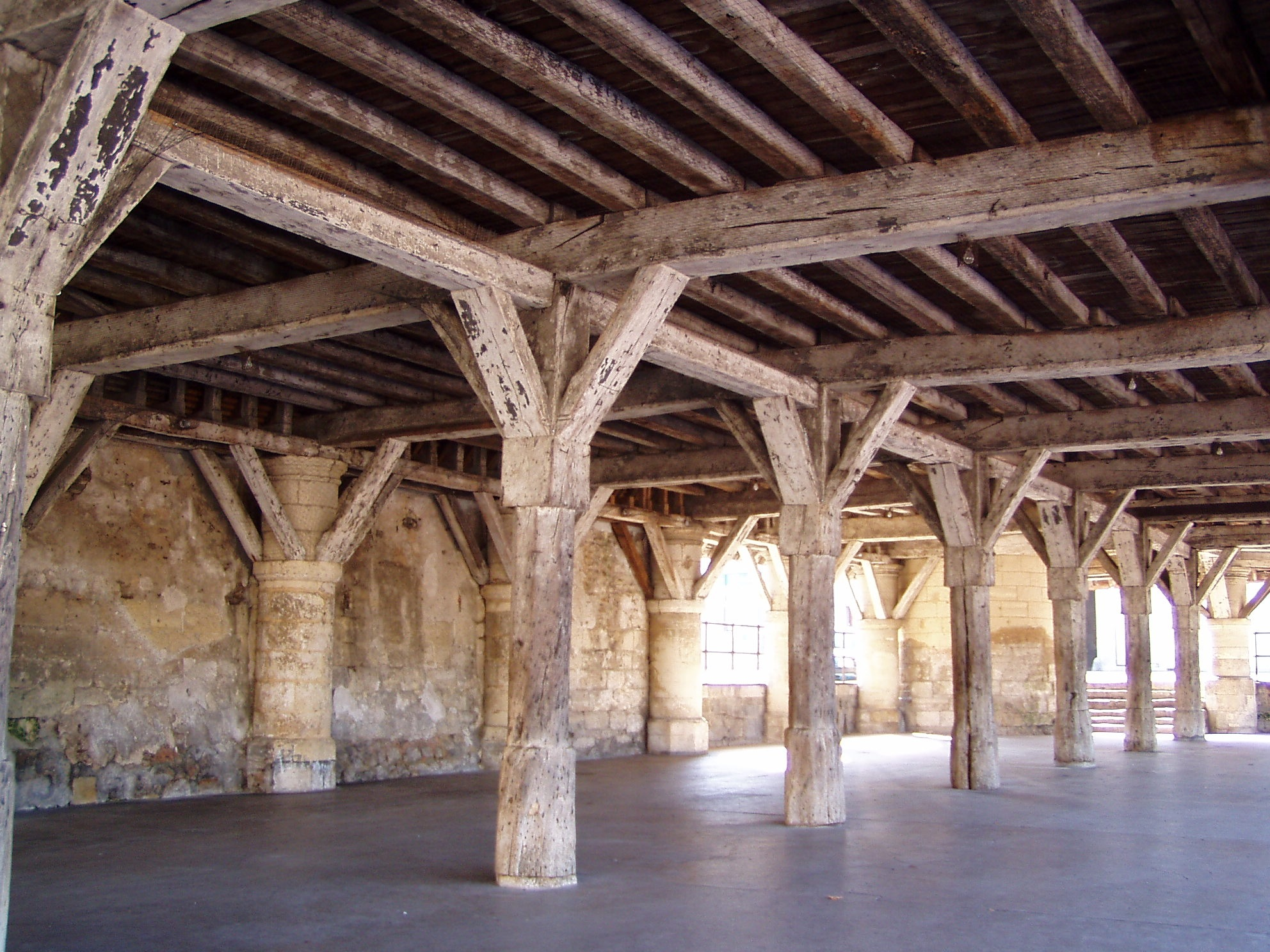
interieur van de hallen

### Kerk Sainte-Macre
Heropgebouwd in de 16e eeuw en geklasseerd als historisch monument in 1920.
Te bezichtigen :
– de moderne glasramen;
– een reliekhouder met de relieken van de Heilige Macre, een maagd die doodgemarteld werd in de 4e eeuw
– een orgel dat werd heropgebouwd in 1990 en gebruikt wordt voor concerten.

### De overdekte markt
Grote overdekte graanmarkt gebouwd in 1540 tijdens de ambtsperiode van connétable Anne de Montmorency en beschermt als historisch monument in 1921. De graanmarkt heeft een enorme zolder waar het graan werd opgeslagen. In de Eerste Wereldoorlog werd het gebouw omgevormd tot militair hospitaal. Tegenwoordig wordt er de wekelijkse marktdag gehouden op woensdagochtend.

### Kasteel van Fère-en-Tardenois

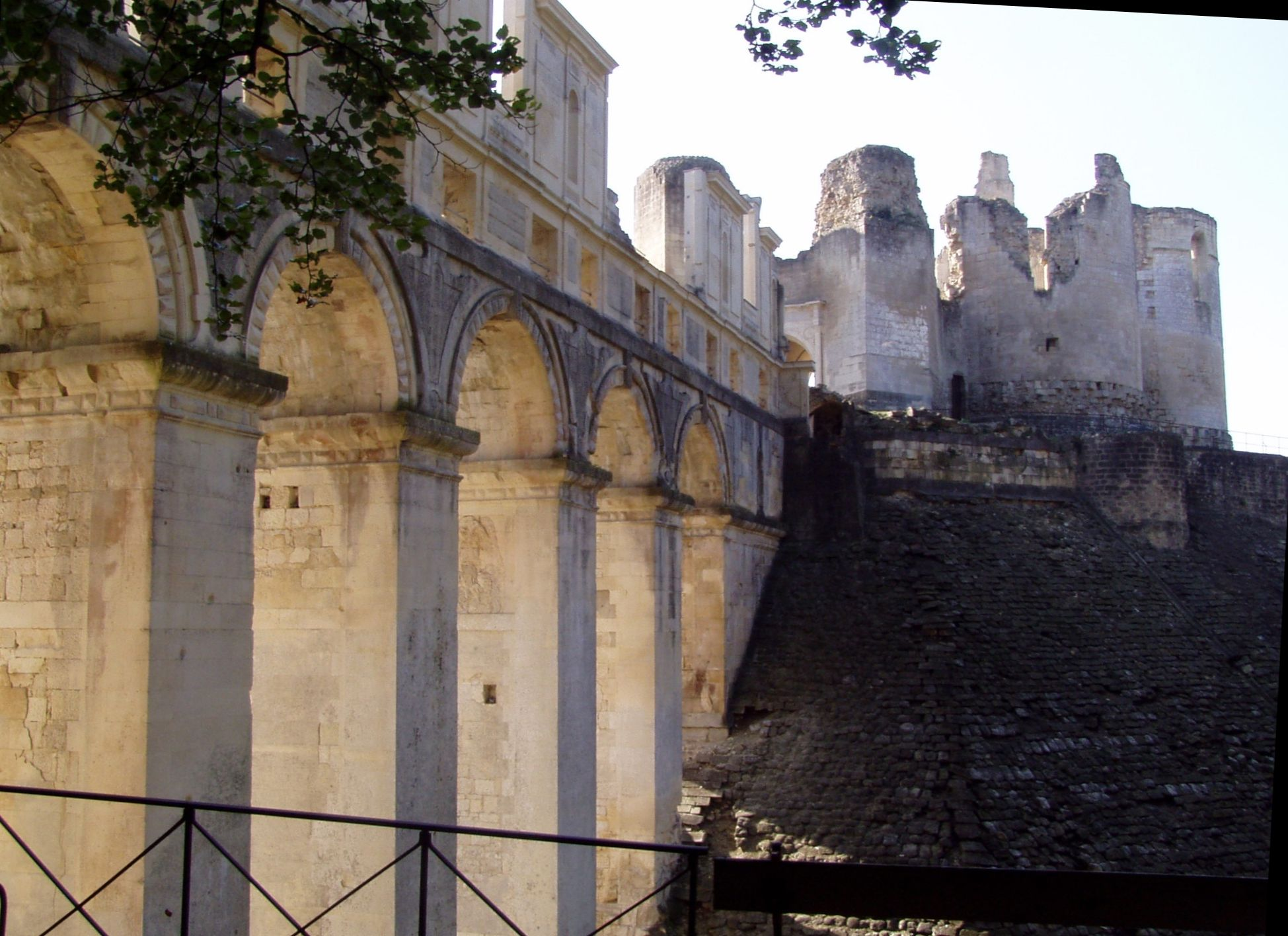
De ruïnes van het kasteel met zijn unieke toegangsbrug

#### Geschiedenis
Het kasteel werd gebouwd van 1206 tot 1260 door Robert I van Dreux, kleinzoon van Lodewijk VI de Dikke, koning van Frankrijk. In 1528 werd het geschonken door Louise van Savoye, moeder van Frans I, aan connétable Anne de Montmorency voor zijn huwelijk. Die verandert het domein en bouwt de overdekte toegangsbrug. De kroon confisqueerde het geheel na de doodstraf van Hendrik II van Montmorency en gaf het kort daarna aan Charlotte Margaretha van Montmorency en haar man Hendrik II van Bourbon-Condé. In 1779 wordt het kasteel gedeeltelijk vernietigd en de materialen en meubelen verkocht door Lodewijk Filips I van Orléans. Zijn schuldeisers bemachtigden de rest en verkochten het per opbod in 1793 te Parijs.

## Geboren in Fère-en-Tardenois
- Camille Claudel (1864-1943), beeldhouwster